# Ochrota arida
Ochrota arida là một loài bướm đêm thuộc phân họ Arctiinae, họ Erebidae.